# كونستانس من بينافيل
كونستانس مانويل من بينافيل وبليانة (كاستيلو دي غراسيمونيوزا؛ 1316 - سانتاريم؛ 13 ديسمبر 1345)؛ ملكة قشتالة القرينة بزواجها من ألفونسو الحادي عشر ملك قشتالة وليون ولكن طلقت منه، وبعدها تزوجت من انفانتي الوريث بيدرو البرتغالي.
هي ابنة انفانتي الدون خوان مانويل، أمير بليانة وانفانتا كونستانس الأراغونية التي كانت ابنة ملك أراغون خايمي الثاني.
عندما كانت في التاسعة من العمر تزوجت من الملك ألفونسو الحادي عشر ملك قشتالة الذي كان في ذلك الوقت في الرابعة عشر من عمره.
تم التصديق على الزواج من كونستانس وألفونسو من قبل مجلس بلد الوليد (28 ديسمبر 1325) ولكن نظراً صغر سنه لم يتكمل زواج، ولكن كونستانس أصبحت تستخدم لقب ملكة قشتالة وبحيث استخدمه لمدى حياتها مع رسائل جده خايمي الثاني ملك أراغون.
في 1327 طلقت منه، وألفونسو الحادي عشر سرعان ما تزوج من انفانتا ماريا ابنة ملك البرتغال أفونسو الرابع من أجل تعزيز العلاقات مع المملكة، أصبحت كونستانس مسجونة في وقت لاحق بـ قلعة تورو.
الدون خوان مانويل رفض قرار الطلاق، لذلك أعلن الدون خوان مانويل الحرب على ألفونسو الحادي عشر في عدة مناسبات حتى عام 1328 بعد توقيع الصلح.
الدون خوان مانويل تلقى وعود للزواج ابنته من وريث البرتغال عام 1331 من إنفانتي بيدرو، (مستقبل بيدرو الأول ملك البرتغال)؛ في ذاك الوقت كانت كونستانس في كاستيلو دي غراسيمونيوزا، بيدرو تزوج من قبل وكيله في كاستيلو دي غراسيمونيوزا في (28/03/1336) ثم وبمجرد الحصول على إذن من الملك أفونسو سافرت نحو البرتغال وتزوجت منه بـ لشبونة في 24 أغسطس 1339.
في حاشيته جاءت معها النبيلة الجليقية إينيس دي كاسترو التي أصبحت سيدة الخدم، ووقعت لاحقاً في حب مع الدون بيدرو وسوف يتزوجون سراً بعد وفاتها.
كان لـ كونستانس ثلاثة أبناء مع انفانتي بيدرو:-
- لويس الذي ولد في 1340 وعاش فقط ثمانية أيام.
- ماريا (1342-1367) التي تزوجت من انفانتي فرناندو دي أراغون، ماركيز طرطوشة ابن الملك ألفونسو الرابع ملك أراغون.
- فرناندو (1345-1383)، الذي سيكون لاحقاً ملك البرتغال خلفاً لأبيه، تزوج من ليونور تيليس دي مينيزيس.

بعد بضعة أيام من ولادة طفلها الثالث في 13 نوفمبر 1345 توفيت كونستانس في سانتاريم، ودفنت في دير سان فرانسيسكو في نفس المدينة.